# Juan Hohberg
Juan Eduardo Hohberg (Córdoba, 19 de junho de 1926 — Lima, 30 de abril de 1996) foi um futebolista e treinador de futebol argentino naturalizado uruguaio.

## Carreira

### Clubes
Filho de um alemão e de  uma  argentina, era um atacante completo, que jogava principalmente como meio-esquerda. Começou em 1946, no Central Córdoba e no ano seguinte já estava no Rosario Central, mas em 1948 vai para o então poderoso Peñarol de Montevidéu.
Defenderia o Peñarol até 1960, ao lado de célebres futebolistas como Juan Schiaffino, Obdulio Varela, Roque Máspoli, Óscar Míguez, Alcides Ghiggia e Alberto Spencer. Na equipe aurinegra foi por sete vezes campeão uruguaio (1949,  1951, 1953,1954, 1958, 1959 e 1960) e campeão da Copa Libertadores da América de 1960.
Depois de sair do clube aurinegro, Hohberg defendeu ainda o Racing de Montevidéu e o Cúcuta Deportivo, onde encerrou sua carreira como jogador em 1961.

## Seleção Uruguaia
Poderia estar entre os campeões na Copa do Mundo de 1950, mas sua naturalização ainda não havia sido obtida. Quando finalmente conseguiu a cidadania uruguaia, pôde disputar a Copa do Mundo de 1954. O centroavante, todavia, ficaria na reserva nos três primeiros jogos: os dois da primeira fase e as quartas-de-final. Só recebeu sua chance com a contusão do centroavante titular no jogo contra os ingleses, seu colega de Peñarol Míguez.
Pois naquela partida viveria seu momento mais expressivo pela Seleção Uruguaia. A detentora do título enfrentaria a já célebre Seleção Húngara pelas semifinais. Ambos os times estavam desfalcados de seus líderes: Obdulio Varela e Ferenc Puskás. Os magiares abriram 2 x 0, com Sándor Kocsis e Nándor Hidegkuti, este ainda no início do segundo tempo. Contrariando seus hábitos, pararam de atacar. Aos poucos, os uruguaios passaram a dominar a partida. Aos 31 minutos do segundo tempo, o estreante Hohberg diminuiu, aproveitando lançamento de Schiaffino e tocando na saída do goleiro Gyula Grosics.
Seu gol acendeu a Celeste, que abandonou de vez a defesa e foi recompensada dez minutos depois, com ele novamente marcando, aproveitando confusão na grande área húngara. O cansaço e a emoção foram tão fortes em Hohberg que ele desmaiou e não voltou para os quatro minutos finais da partida, que se encaminhou para a prorrogação. De volta a campo, ele chegou ainda a acertar a trave dos europeus. Os dois times poderiam ter saído com a vitória, que acabou ficando com os húngaros após Kocsis acertar duas cabeçadas certeiras  e definir a partida em 4 x 2. A torcida suíça agradeceu grandemente pela espetacular partida, acenando lenços para os jogadores. A partida é comumente considerada como uma das melhores e mais emocionantes da história das Copas, já tendo sido chamada de "jogo do século".
Hohberg participou também da disputa do terceiro lugar, onde marcou o único gol do desmotivado Uruguai na derrota por 3 x 1 para a Áustria. Hohberg jogou pelo Uruguai até 1959; seu país acabou não se classificando para a Copa de 1958.

## Após parar de jogar
Depois de abandonar a carreira de atleta, Hohberg foi treinador de várias equipes da Colômbia (Cúcuta Deportivo. Millonarios e Atlético Nacional), Peru (Sport Boys, Universitario, Alianza Lima, Juan Aurich e Deportivo Municipal), Uruguai (Peñarol, Rampla Juniors, Nacional e Bella Vista), Equador (Emelec e LDU de Quito), México (San Luis e Atlético Español) e Grécia (Panathinaikos). Treinou a "Celeste Olímpica" na Copa de 1970, na última boa atuação dos uruguaios em um mundial de futebol (onde foram novamente parados nas semifinais) até a Copa de 2010.
Suas conquistas como treinador vieram todas no futebol peruano, ganhando o campeonato local nos rivais Universitario (1974) e Alianza Lima (1977 e (1978), neste treinando a grande estrela do país, Teófilo Cubillas. E foi no Peru onde Hohberg, que fixou residência no país andino em 1977, encerrou sua carreira no futebol em 1992, vindo a falecer em abril de 1996.